# 肚包肉

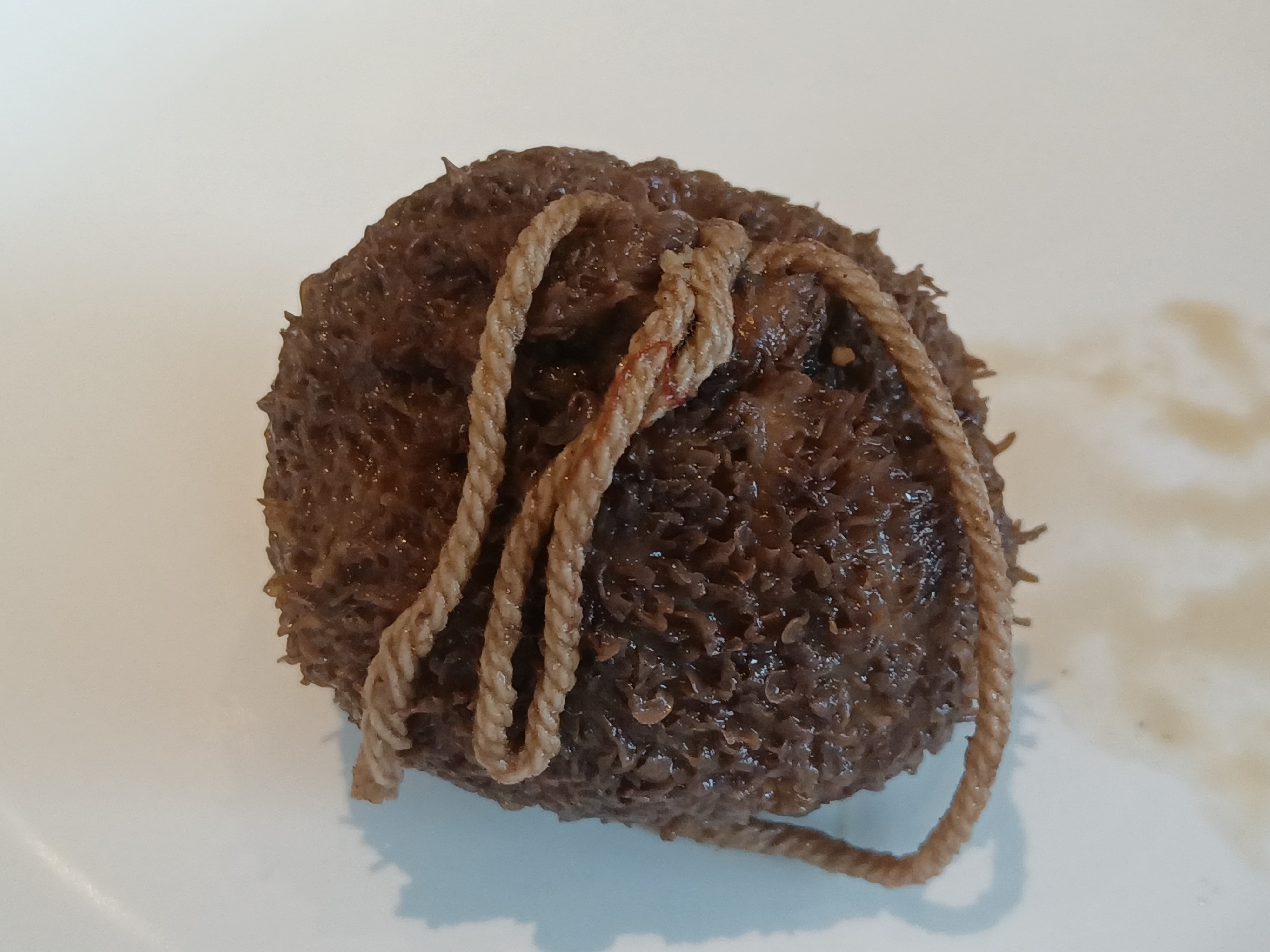
未开封的肚包肉

肚包肉是中国内蒙古和西北地区的一种特色羊肉菜肴。肚包肉顾名思义就是用羔羊的羊肚包裹住新鲜的羊肉，再用细麻绳封住羊肚进行烹饪。传统上来说，由于肚包肉的制备方式繁琐，在当时只出现在宴请宾客的菜品之中。